# Chandausi
Chandausi is een stad en gemeente in het district Sambhal van de Indiase staat Uttar Pradesh.

## Demografie
Volgens de Indiase volkstelling van 2001 wonen er 103.757 mensen in Chandausi, waarvan 53% mannelijk en 47% vrouwelijk is. De plaats heeft een alfabetiseringsgraad van 58%.